# Newberry (Floride)
Pour les articles homonymes, voir Newberry.
Newberry est une municipalité américaine située dans le comté d'Alachua en Floride. Lors du recensement de 2010, sa population est de 4 950 habitants.

## Géographie
Newberry se trouve à l'ouest de Gainesville dans le centre-nord de la Floride.
Selon le Bureau du recensement des États-Unis, la municipalité s'étend en 2010 sur une superficie de 54,56 milles carrés (141,31 km2), dont 53,51 milles carrés (138,59 km2) de terres.

## Histoire
La localité est fondée à la fin des années 1880 lorsque du phosphate est découvert dans la région. La cité minière de Newberry devient une municipalité en 1895. Les mines ferment durant la Première Guerre mondiale, ses principaux clients étant allemands.
Le quartier historique de Newberry, datant du boom minier, est inscrit au Registre national des lieux historiques depuis 1987.

Le quartier historique
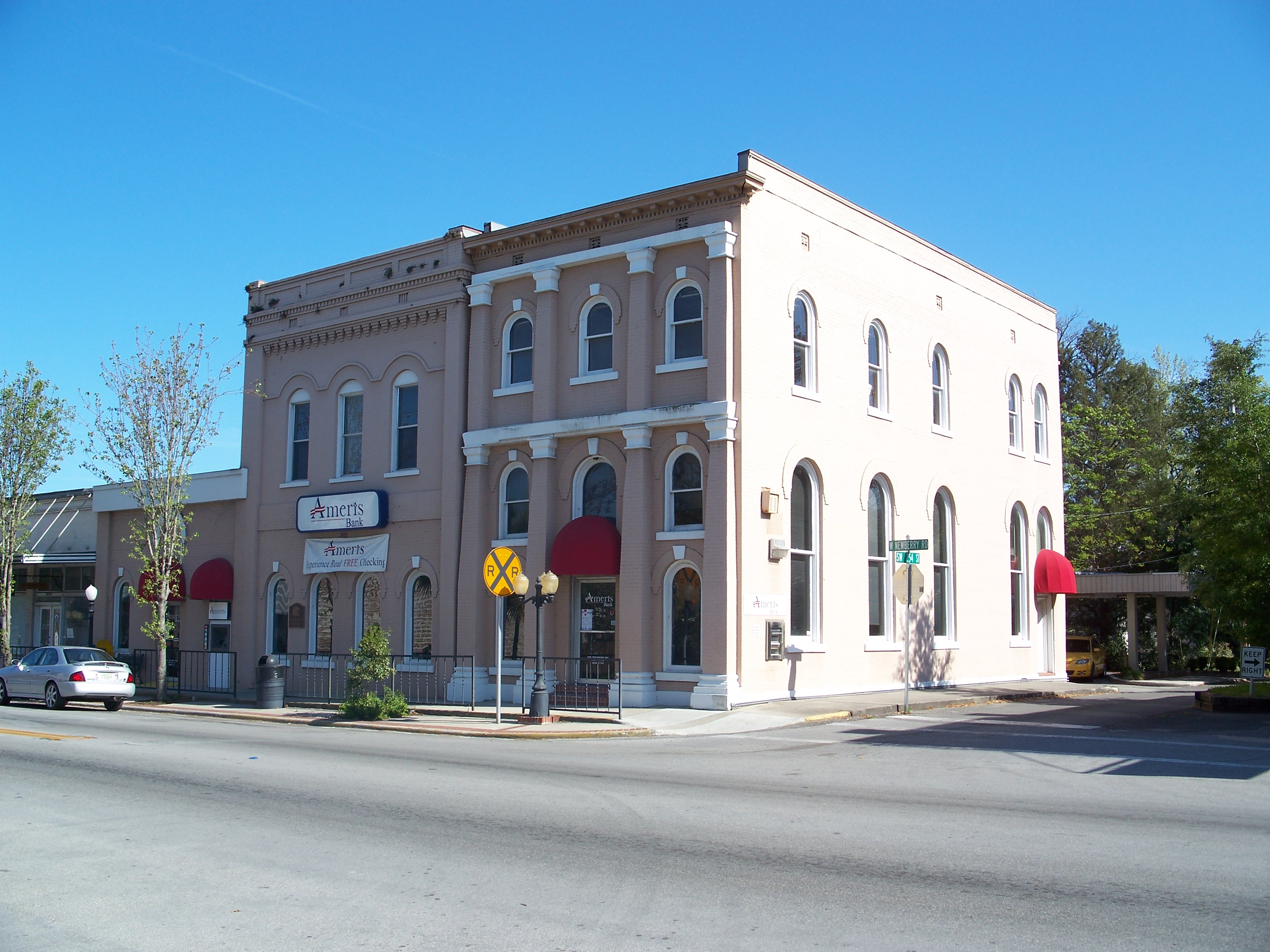
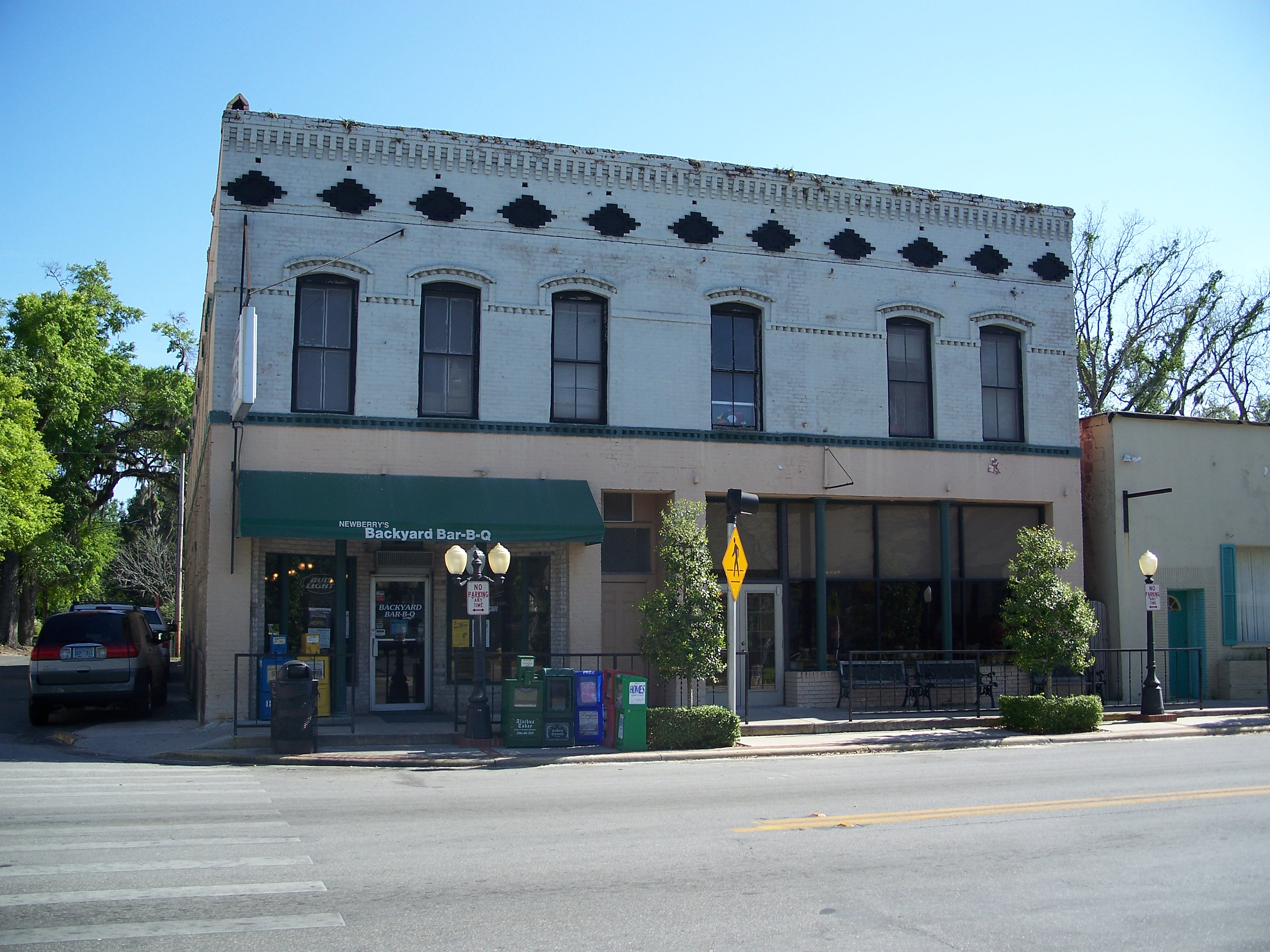
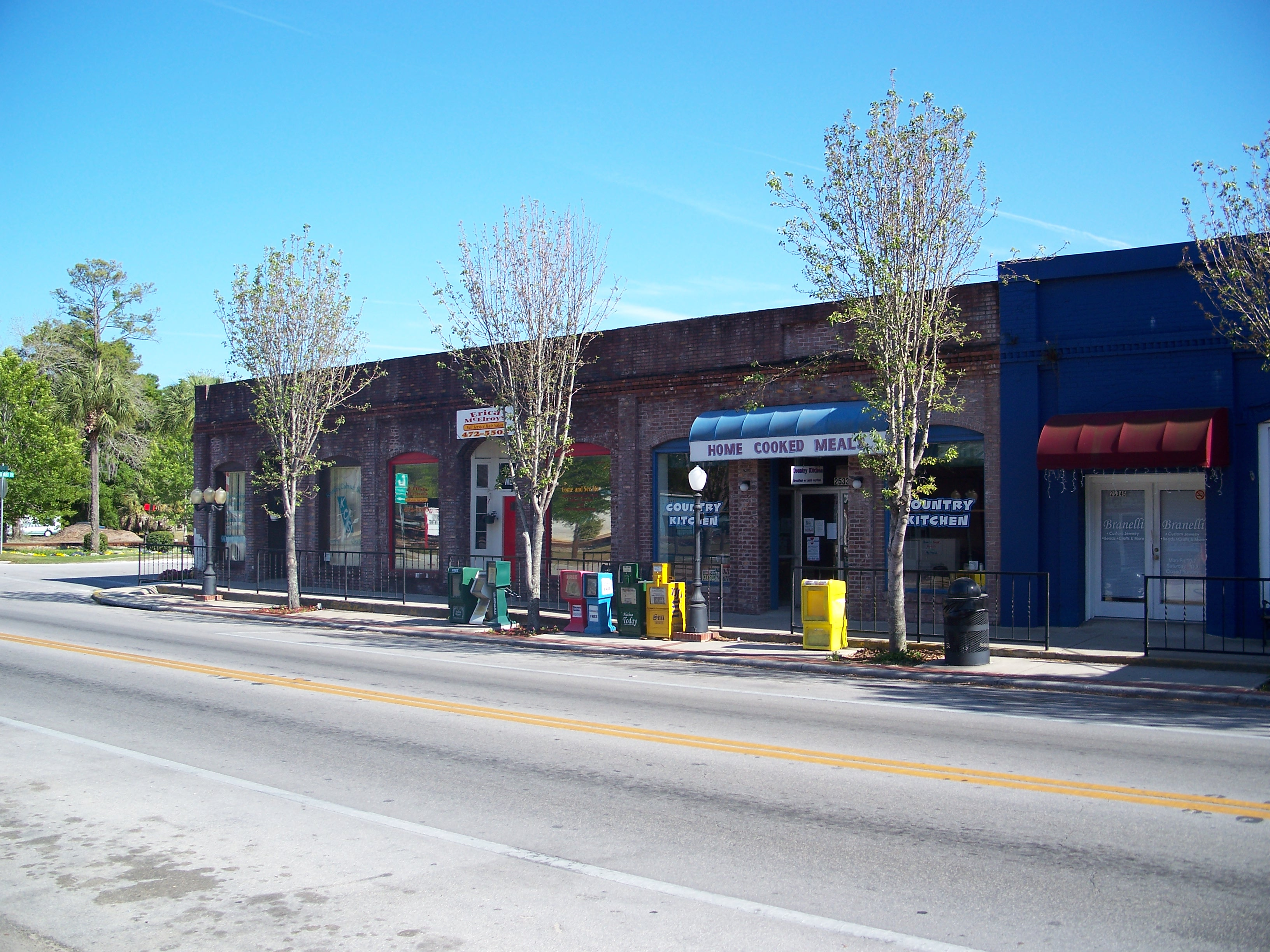
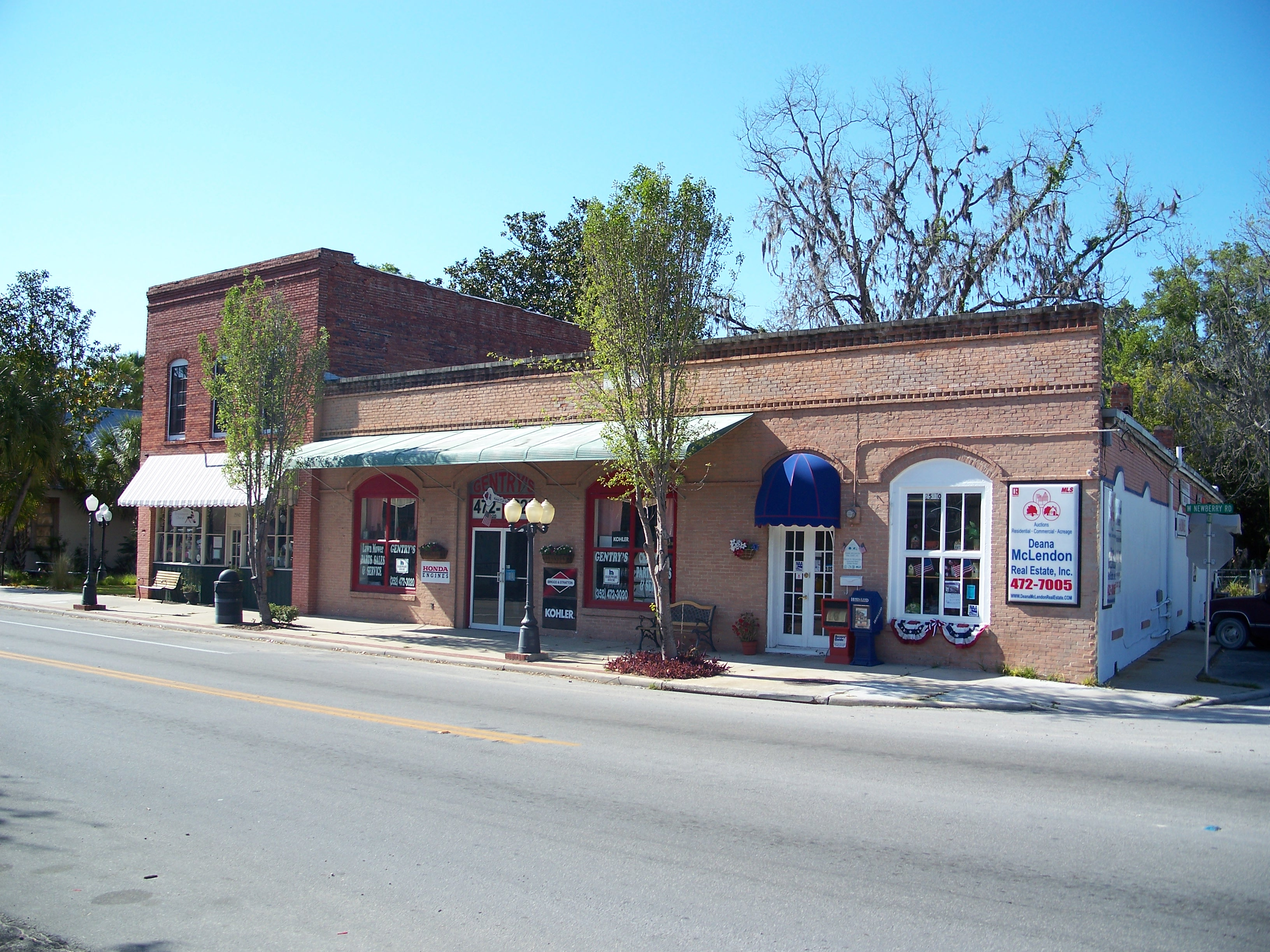

## Démographie
La population de Newberry est estimée à 5 942 habitants au 1er juillet 2017. Sa population est plus jeune que celle de la Floride ou des États-Unis avec 31,4 % des moins de 18 ans (contre 20 et 22,6 %) et 9,5 % de plus de 65 ans (contre 20,1 et 15,6 %).
| Groupe          | Newberry (2016) | Floride (2017) | États-Unis (2017) |
| --------------- | --------------- | -------------- | ----------------- |
| Blancs          | 75,6            | 77,4           | 76,6              |
| Afro-Américains | 20,1            | 16,9           | 13,4              |
| Asiatiques      | 2,7             | 2,9            | 5,8               |
| Métis           | 1,3             | 2,1            | 2,7               |
| Amérindiens     | 0,2             | 0,5            | 1,3               |
|                 |                 |                |                   |
| Hispaniques     | 7,9             | 25,6           | 18,1              |

Le revenu par habitant était en moyenne de 25 991 dollars par an entre 2012 et 2016, inférieur à la moyenne de la Floride (27 598 dollars) et à la moyenne nationale (29 829 dollars), malgré un revenu médian par foyer supérieur (62 325 dollars contre 48 900 et 55 322 dollars). Sur cette même période, 13,2 % des habitants de Newberry vivaient sous le seuil de pauvreté (contre 14,7 % dans l'État et 12,7 % à l'échelle des États-Unis).
| 1910 | 1920 | 1930 | 1940 | 1950 | 1960  |
| ---- | ---- | ---- | ---- | ---- | ----- |
| 816  | 917  | 766  | 735  | 873  | 1 105 |

| 1970  | 1980  | 1990  | 2000  | 2010  | - |
| ----- | ----- | ----- | ----- | ----- | - |
| 1 247 | 1 826 | 1 644 | 3 316 | 4 950 | - |